# حدود الشر (مسلسل)
حدود الشر هو مسلسل تراثي تراجيدي كويتي تم إنتاجه في رمضان عام 2019 من تأليف الكاتب محمد النشمي

## قصة العمل
يتناول حقبة زمنية من ستينات القرن الماضي، حينما كان للكويتيين مصالح وأراض وبساتين في أبوالخصيب بالبصرة، أقصى جنوب العراق، حيث يسافرون إلى هناك ويجلبون معهم كل الخير من تمور وحصران وغيرها، ويتطرق العمل إلى كثير من القضايا الاجتماعية السائدة وأثرها في الأسرة كلها، بينها تربية الأبناء، والخلافات بين أبناء البيت الواحد.
«نعيمة» ربة أسرة طيبة، لكنها تواجه متغيرات وأحداثا ومواقف كثيرة في حياتها، حيث يطالها الشر من المحيطين بها حينما يتزوج زوجها فلاحة من البصرة ويأتي بها للعيش في منزلها وتنشأ صراعات بين الخير والشر. تم ترشيح الفنانة إيناس طالب لدور البطولة لكنة تم استبدالها بالفنانة ميس كمر

## الممثلون
- حياة الفهد [3]
- أحمد الجسمي
- هيا الشعيبي
- ميس كمر
- هبة الدري
- شيماء علي
- هنادي الكندري
- محمد عاشور
- فهد باسم
- عبد العزيز النصار
- شهاب حاجيه
- لبنى كمر (لطيفة)
- لؤي مقدم ( ادريس )